# Goodbye (Sayonara Hitori)
"Goodbye (Sayonara Hitori)" (em japonês:  さよならひとり; em inglês:  Solitary Goodbye) é uma canção gravada pelo cantor sul-coreano Taemin. A canção foi lançada em japonês como faixa do mini-álbum Sayonara Hitori em 27 de julho de 2016, sob o título de "Sayonara Hitori", e sua versão em coreano, intitulada "Goodbye", lançada oficialmente como single em 4 de agosto de 2016.

## Antecedentes e lançamento
Em 23 de junho de 2016, a estréia japonesa de Taemin foi anunciada com o mini-álbum Solitary Goodbye (Sayonara Hitori). Em 5 de julho, foi lançado o vídeo musical de "Sayonara Hitori".
Em 27 de julho de 2016, Taemin se apresentou no Hit the Stage juntamente com Koharu Sugawara, que foi quem coreografou a canção, a performando pela primeira vez em um programa sul-coreano. Em 4 de agosto de 2016, a versão em coreano da canção foi lançada oficialmente como single, intitulada "Goodbye". Taemin iniciou suas promoções nos programas musicais sul-coreanos Music Bank em 5 de agosto, Show! Music Core em 6 de agosto e Inkigayo em 7 de agosto de 2016.

## Lista de faixas
| Goodbye (Korean Version) |                                              |         |  |
| N.º                      | Título                                       | Duração |  |
| 1.                       | "Goodbye (Sayonara Hitori)" (さよならひとり) | 03:29   |  |

## Gráficos
| Gráfico (2016)                     | Melhores posições |
| ---------------------------------- | ----------------- |
| Japanese singles (Billboard Japan) | 39                |
| South Korean singles (Gaon)        | 121               |
| World singles (Billboard)          | 14                |

## Vendas
| Gráfico                       | Vendas  |
| ----------------------------- | ------- |
| Gaon download sales           | 24,426+ |
| Billboard Japan singles sales | 1,303+  |

## Histórico de lançamento
| País          | Data                | Formato             | Gravadora                   |
| ------------- | ------------------- | ------------------- | --------------------------- |
| Japão         | 27 de julho de 2016 | CD Digital Download | EMI Records                 |
| Coreia do Sul | 3 de agosto de 2016 | CD Digital Download | S.M. Entertainment KT Music |
| Mundialmente  | 4 de agosto de 2016 | Digital Download    | S.M. Entertainment KT Music |